# Ауд-Зёйлен
А́уд-Зёйлен (нидерл. Oud-Zuilen) — небольшой город в провинции Утрехт в Нидерландах. Является частью общины Стихтсе-Вехт и располагается примерно в 4 километрах на северо-запад от Утрехта. Входит в число городов, относящихся к округу Вехта.
По переписи 2001 года, Ауд-Зёйлен имел 224 жителя, площадь застройки составляла 0,069 км², включая 84 жилых дома. Вместе с прилегающей сельской местностью население составляет примерно 1350 человек.
В городе протекает река Вехт, на которой стоит Замок Зёйлен. Кладбище Ауд-Зёйлена, заложенное в последней четверти XVIII века, является одним из первых кладбищ Нидерландов.
На севере города располагаются две мельницы, одна из которых была построена в 1753 году, а другая — в 1830 году. Обе мельницы входят в список национальных памятников Нидерландов. В этот список входит также историческое здание Сваненвехт, первый этаж которого используется в качестве галереи. В здании имения Зёйленбург располагается действующий Зёйленбургский планетарий.
Виды города Ауд-Зёйлен
- Замок Зёйлен, находящийся в городе
- Вход на кладбище Ауд-Зёйлен
- Две мельницы города
- Историческое здание Сваненвехт
- Имение Зёйленбург, где располагается Зёйленбургский планетарий
- Вид на реку Вехт